# Bulbostylis andringitrensis
Bulbostylis andringitrensis là một loài thực vật có hoa trong họ Cói. Loài này được Cherm. mô tả khoa học đầu tiên năm 1922 publ. 1923.